# Triclistus laevigatus
Triclistus laevigatus är en stekelart som först beskrevs av Julius Theodor Christian Ratzeburg 1844.  Triclistus laevigatus ingår i släktet Triclistus och familjen brokparasitsteklar. Inga underarter finns listade i Catalogue of Life.